# XII millennio a.C.
Il XII millennio a.C. inizia il 1º gennaio dell'anno 12000 a.C. e termina il 31 dicembre dell'anno 11001 a.C. incluso.

## Eventi
- intorno all'anno 12000 a.C.
  - Stati Uniti: Bimini Road nelle Bahamas è ad oggi la più antica traccia di strada lastricata al mondo. Venne costruita da un popolo di navigatori, forse gli stessi che, secoli prima, cominciarono a erigere templi e piramidi alle Azzorre (ai tempi collegate tra loro da lembi di terra).All'epoca della costruzione di codesta strada "portuale" Bimini, e tutte le Bahamas facevano parte della penisola della Florida preistorica, trovandosi a 30-50 metri sul livello del mare, e probabilmente poteva essere considerata come uno scalo importante per questi primi navigatori lungo la rotta Atlantica per il Golfo del Messico o il Sud America[senza fonte]
- intorno all'anno 11740 a.C.
  - Sudan: Massacro di Jebel Sahaba, ai margini della valle del Nilo in Sudan: In questa località fu ritrovata una necropoli di cacciatori-raccoglitori, ove gli scheletri contenuti furono analizzati con la datazione al radiocarbonio e secondo i risultati appartengono a uomini vissuti intorno all'11740 a.C. I corpi sono distribuiti in tre siti vicini tra loro, due dei quali chiamati Jabel Sahaba e il terzo Tushka. Circa il 40% dei corpi di Jabel Sahaba sono deceduti per morte violenta e mostrano gravi ferite; nei loro corpi vi erano pietre appuntite, in punti che suggeriscono un attacco subito da lance o frecce.
- intorno all'anno 11500 a.C. - Stati Uniti: Cultura Clovis nel Nuovo Messico e Messico settentrionale (fino al 10500 a.C.)
- intorno all'anno 11200 a.C. - Germania: Cultura di Ahrensburg di tipo Epigravettiano, (c.a. 11200 a.C.– ca. 9500 a.C.), che prende il suo nome dal villaggio di Ahrensburg, da cui provengono oggetti come punte di frecce in pietra e scheletri arrostiti di galline.

## Invenzioni, scoperte, innovazioni
- intorno all'anno 12000 a.C. - Vicino Oriente:
  - Addomesticamento del cane (Cultura natufiana, sito di Ain Mallaha, Israele)
  - Insediamenti mesolitici in Siria nel sito di Mureybat (fino all'8000 a.C.)